# صديق (ألبوم)
صديق هو الألبوم الغنائي الرابع عشر للفنان حميد الشاعري حيث صدر هذا الألبوم في العام 1995. شارك عمرو محمود في التوزيع الموسيقيِ لأُغنيتي كنا في جرة وصديق. كما قام بالتوزيع الموسيقيِ للوتريات يحي الموجي.

## محتويات الألبوم
| الأغنيات       | الكلمات            | الألحان      | التوزيع الموسيقي |
| -------------- | ------------------ | ------------ | ---------------- |
| كـنا في جرة    | عادل عمر           | حميد الشاعري | حميد الشاعري     |
| كل حاجــة      | صبري رياض          | حسن دنيا     | حميد الشاعري     |
| مـهـما كــبـرت | عادل عمر           | حميد الشاعري | حميد الشاعري     |
| مــجــروح      | عادل عمر           | حميد الشاعري | حميد الشاعري     |
| أموت واعرف     | عبد الرحمن أبو سنة | حميد الشاعري | حميد الشاعري     |
| صديق           | عبد الرحمن أبو سنة | أحمد منيب    | حميد الشاعري     |
| صورة           | جمال الأقصري       | جيمي فاكرون  | حميد الشاعري     |
| حـبــيــبـي    | مصطفي كامل         | حميد الشاعري | حميد الشاعري     |

## شارك في الغناء
شارك في الغناء كلٌ من :
| صــديــق        | مهما كبرت | حبيبي |
| علاء عبد الخالق | هشام نور  | لينا  |

- قام بالتنفيذ الموسيقي للألبوم حميد الشاعري
- هذا الألبوم من إنتاج شركة ميجا ستار